# Noctua

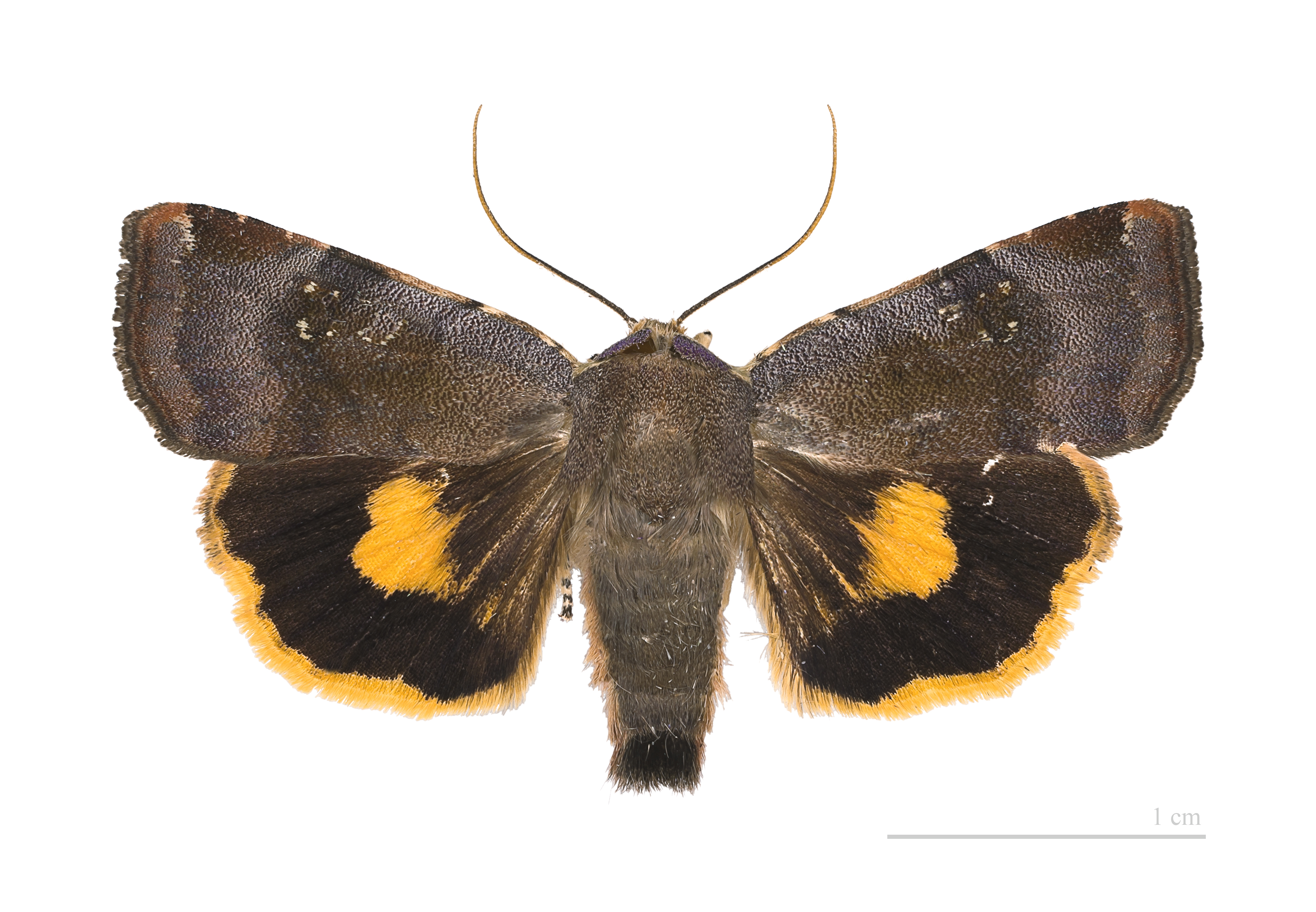
Noctua janthina

A Noctua a rovarok (Insecta) osztályának a lepkék (Lepidoptera) rendjéhez, ezen belül a bagolylepkefélék (Noctuidae) családjához és a Noctuinae alcsaládba tartozó nem.

## Rendszerezés
A nembe az alábbi fajok tartoznak:
- Noctua atlantica
- Noctua carvalhoi
- Noctua comes
- Noctua fimbriata
- Noctua interjecta
- Noctua interposita
- Noctua janthe
- Noctua janthina
- Noctua noacki
- Noctua orbona
- nagy sárgafűbagoly (Noctua pronuba)
- Noctua teixeirai
- Noctua tertia
- Noctua tirrenica
- Noctua undosa
- Noctua warreni